# Mauritiusfalk
Mauritiusfalk (Falco punctatus) är en fågel i familjen falkar inom ordningen falkfåglar.

## Utseende och läte
Mauritiusfalken är en liten (20-26 cm) medlem av familjen i kastanjebrunt och vitt. Hanen är tydligt mindre än honan. Ovansidan är varmbrun till kastanjebrun med svarta halvmåneteckningar på vingar och mantel. Undersidan är lysande vit med kraftiga, svarta hjärtformade teckningar. I flykten syns relativt rundade vingar och en lång, smal stjärt. Lätet är beskrivs som upprepade "toee tooee# eller kortare "tooit tooit".

## Utbredning och status
Fågeln är endemisk för ön Mauritius i västra Indiska oceanen.
Arten var mycket sällsynt och nära utrotning på 1970-talet men räddades tack vare att bevaringsprogram startades. Senaste uppskattade populationsstorleken är 400 individer. IUCN kategoriserar arten som starkt hotad.

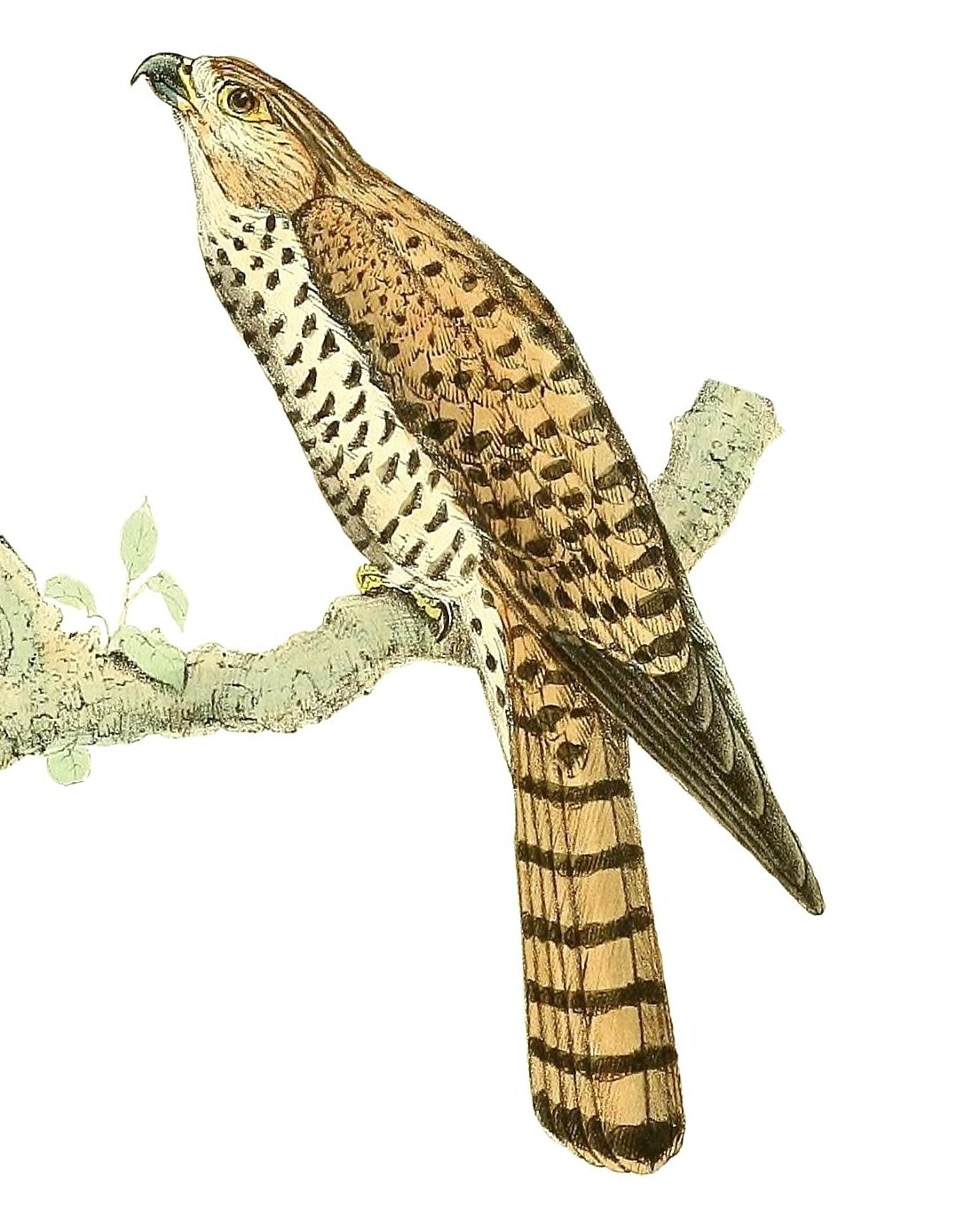
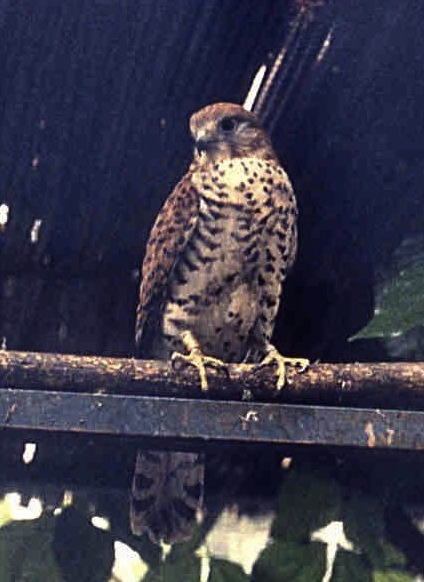